# Distrito de Bazar-Korgon
El distrito de Bazar-Korgon (en kirguís: Базар-коргон району) es uno de los rayones (distrito) de la provincia de Jalal-Abad en Kirguistán. Tiene como capital la ciudad de Bazar-Korgon.
- Datos: Q2574796
- Multimedia: Bazar-Korgon District / Q2574796